# Бернард Стенлі Білк
Берна́рд Сте́нлі Білк, відомий також як Акер Білк (англ. Bernard Stanley Bilk; нар. 28 січня 1929, Пенсфорд, Англія — пом. 2 листопада 2014, Бат, Англія) — англійський композитор-кларнетист, чий звук відзначався багатим вібрато в нижньому регістрі кларнета.
Білк був частиною буму традиційного джазу, який охопив Британію наприкінці 1950-х років. Спочатку він приєднався до бенду Кена Кольєра в 1954 році, а потім заснував власний ансамбль «The Paramount Jazz Band» в 1956 році. Його називали «Великим майстром кларнета». Стиль гри і звучання були не менш специфічними, ніж в американських джазменів, таких, як Бенні Гудмен, Арті Шоу, Рассел Прокоп. Його композиція «Stranger on the Shore» залишається улюбленим стандартом як джазу, так і популярної музики.

## Дискографія
- Mr Acker Bilk and his Paramount Jazzband (Lake, 1958/59)
- Mr Acker Bilk's Lansdowns Folio (Lake, 1960/61)
- The Traditional Jazz Scene (Teldec, 1959-63)
- Stranger on the Shore/A Taste of Honey (Redial, 1962-65)
- That's My Home (Philips, 1970)
- Love Songs (Bridge, 1973)
- It Looks Like a Big Time Tonight (Stomp Off, 1985)
- Blaze Away (Timeless, 1987)
- Acker Bilk Plays Lennon & McCartney (GNP, 1988)
- At Sundown (Calligraph Records, 1992)
- Love Album (Pickwick, 1993)
- Acker Bilk & Strings (Castle, 1994)
- Imagine (Castle, 1994)
- Feelings (Sanctuary, 1998)
- Meets Gentlemen of Jazz (Music Mecca, 1999)
- Winter Wonderland (Disky, 1999)
- Reflections (Universal, 2000)
- The Frankfurt Concert (Hitchcock, 2000)
- Acker Bilk in Holland (Timeless, 2002)
- On the Sentimental Side (MRA, 2002)
- Mr. Acker Bilk: The Album (Planet Records, 2002)
- Sweet Georgia Brown (Trad Line, 2002)
- The Christmas Album (Music Digital, 2003)
- Acker & Cuff (Macjazz, 2004) mit Cuff Billett
- Giants of Jazz (Prestige Records, 2005)
- The Acker Bilk/Danny Moss Quintet (Avid, 2005)
- I Think a Song Was Born (Jeton Compact Discs, 2008)
- I Think the Best Thing (Jeton Compact Discs, 2008)